# Hasan Priština
Hasan Priština (alb. Hasan Prishtina), poznat i kao Hasan Beriša (alb. Hasan Berisha) je bio albanski političar, rođen 1873. u Vučitrnu, u Kosovskom vilajetu Osmanskog carstva, umro 13. avgusta, 1933. u Solunu u Grčkoj. Igrao je važnu ulogu u albanskom pokretu za nezavisnost. Bio je glavni ideolog Kosovskog komiteta. Otvoreno je pozivao na ubijanje Srba, remećenje bezbednosti i akcije sabotaže u Kraljevini SHS nakon završetka Prvog svetskog rata. Tokom 1921. godine je nakratko bio premijer Albanije.

## Biografija
Hasan je rođen 1873. u Vučitrnu, u bogatoj zemljoradničkoj porodici, kao pripadnik plemena Beriša. Hasan je u svojim memoarima napisao da njegova porodica potiče iz sela Poljance u Dreničkom kraju, gde su njegovi preci dali vredan doprinos albanskoj kulturi i pobunama protiv Osmanskog carstva. U memoarima je napisao da se njegov deda Hadži Ali Beriša, preselio u Vučitrn 1861. godine, bio je sin Abdulaha Ali Beriše. Hadžijin mlađi sin Ahmet bio je otac Hasana Prištine. Prema rečima Iva Banca i Miranda Vičkersa, Hasan je bio pripadnik srpskog plemena Šišković iz Vučitrna, koje su Srbi smatrali izdajnicima. Međutim, arhivska istraživanja Muhameta Piraka potvrđuju pisma Hasana Prištine i ukazuje na to da neki dokumenti pominju ime Abdulah Ali Beriša, Mehmet. U Solunu je završio gimnaziju, a pravni fakultet u Istanbulu. Nakon mladoturske revolucije 1908. godine je izabran za poslanika u otomanskom Parlamentu. Od 1908. do 1912. godine triput je biran za poslanika sa teritorije Kosovskog vilajeta u parlamentu Osmanskog carstva. Otprilike u to vreme menja prezime iz Beriša u Priština i dodaje titulu "beg". Politički je usmeravao pobunu Albanaca protiv turske vlasti, koja je prerasla u ustanak širokih razmera. U početku ustanka je imao kontakte sa Kraljevinom Srbijom, ali pošto su se međusobni interesi oko Kosovskog vilajeta razišli, ubrzo je postao njen ogorčeni protivnik. Tokom Balkanskih ratova, Hasan beg pokušava da spreči podelu oblasti Osmanskog carstva naseljenih Albancima između Crne Gore, Srbije i Grčke.
Nakon proglašenja albanske nezavisnosti Hasan beg Priština daje podršku prvoj vladi Ismailja Ćemalija. Godine 1913. je kratko bio na ministarskom mestu. 17. maja 1914. dobija ministarsko mesto od albanskog kneza Vilhelma Vida. Izbijanje Prvog svetskog rata rezultovalo je okupacijom Albanije. Hasan beg je rat uglavnom proveo u Italiji. 
Na kraju rata oko njega se formira pokret koji se zalaže za otcepljenje teritorije Kosova i Metohije od Kraljevine SHS. U oktobru 1919. godine, Hasan Priština je sa delegacijom sastavljenom od pripadnika separatističkog pokreta boravio u Parizu u cilju dobijanja podrške francuske vlade za otcepljenje Kosova i Metohije od Kraljevine SHS i njegovo ujedinjenje sa Albanijom. Međutim, ovu delegaciju gotovo niko nije ni primio ni saslušao. Godine 1920. učestvovao u kongresu u Ljušnju, u Albaniji. U aprilu 1921. godine izabran je za poslanika oblasti Debra u albanskom parlamentu. Bio je žestoki protivnik vlade Ahmeda Zogua, koji uživao podršku Kraljevine Jugoslavije. 
Kada je Zogu došao na vlast, Hasan Priština je emigrirao iz zemlje i iz inostranstva je vodio ogorčenu borbu protiv njega. U istoj godini je sa predstavnicima VMRO Pavelom Hristovom i Aleksandrom Protogerovom sklopio dogovor za zajedničku borbu protiv srpske vlasti u vardarskoj Makedoniji i Kosovu i Metohiji, prema kojem je Albanija trebalo da dobije Novopazarski sandžak i Kosovo i Metohiju, Makedonija je trebalo da postane nezavisna država, dok je jedina sporna tačka bila Debarski sandžak. Po evropskim centrima je agitovao za otcepljenje Kosova i Metohije od Kraljevine SHS.
Dana 7. decembra 1921. godine Hasan Priština je izabran za premijera Albanije, ali je ostao na toj dužnosti svega nekoliko dana. Razlog za to je intervencija Ahmeda Zoga, koji je uklonio kosovske albance iz parlamenta da bi izbegao sukob sa Kraljevinom Jugoslavijom. U februaru 1923. godine Hasan beg i njegove pristalice su bili prisiljeni da napuste Albaniju. 
U leto 1924. dolazi do novih promena u albanskoj politici. Vlada Fana Nolija šalje delegaciju u Ženevu, koja je pred Ligom Naroda podnela žalbu o navodnim srpskim zverstvima na Kosovu. Član delegacije je bio i Hasan Priština, koji je 1924. u Društvu naroda u Ženevi održao govor o teroru koji nad Albancima sprovodi beogradski režim. O tome je objavio i dve knjige.
Krajem 1924. Ahmed Zogu je uz pomoć Jugoslavije ponovo preuzeo vlast u Albaniji. Hasan beg je tada bio primoran da napusti Albaniju zauvek. On je otišao u Solun, gde je živeo u izgnanstvu.
Dana 13. avgusta 1933. godine ubio ga je Albanac Ibrahim Čelo. Ne zna se sa sigurnošću da li je u pitanju bila osveta ili ubistvo po nalogu Ahmeda Zogua. Sahranjen je u Kukešu.

## Literatura
- Имами, Петрит (1998). Срби и Албанци кроз векове. Београд: Самиздат Б92. ISBN 978-86-7963-442-9.
- Вукадиновић, Игор Ђ. (2020). Аутономија Косова и Метохије у Србији (1945-1969). Београд.